# Метеки
Мете́ки (грец. Μέτοικοι) — у Стародавній Греції так називали чужинців, що оселилися у тому, чи іншому полісі. У 5-4 ст. до н. е. метеки, що складали значну частку міського населення Аттики, відігравали важливу роль в економіці міст. Становище метеків, що жили в різних грецьких полісах, було неоднаковим.
Метеками також ставали звільнені раби.
Найбільше відомостей збереглося про афінських метеків. Особисто вільні, вони не мали політичних прав, не могли вступати у шлюб з афінськими громадянами і, як правило, не могли володіти нерухомою власністю. Кожен метек був зобов'язаний мати як охоронця афінського громадянина, платити державі особливий податок-метойкіон (чоловік — 12 драхм, жінка — 6 на рік) і зареєструватися за місцем проживання.
Метеки повинні були нести військову службу і поряд з афінськими громадянами платити ейсфору (надзвичайний військовий податок). Серед метеків проте зустрічалися й багаті рабовласники, торгівці, судновласники, володарі ремісничих майстерень. Вони залучалися, як і багаті афіняни, до несення державної повинності — літургії.